# Adalberta Vojtěcha Hasmandová
Adalberta Vojtěcha Hasmandová (25 mars 1914 - 21 janvier 1988), était une religieuse catholique tchécoslovaque, de l'Institut des Sœurs de la Charité de Saint Charles. Emprisonnée plus de dix ans lors des persécutions antireligieuses de l'Union soviétique, elle sera par la suite la supérieure générale de son institut. Elle est reconnue vénérable par l'Église catholique.

## Biographie
Matka Vojtěcha Hasmandová entre en 1927, à l'âge de treize ans, dans l'Institut des Sœurs de la Charité de Saint Charles à Prague. Elle y prend le nom de sœur Adalberta. Après sa profession religieuse, elle devient infirmière et soignera avec grand dévouement les soldats et les blessés lors de la Seconde Guerre mondiale. 
En 1952, elle est emprisonnée après avoir été dénoncée d'avoir caché un prêtre. Le ministère sacerdotal étant en effet mis hors la loi dans les régimes soviétiques. Malgré les pressions et les mauvais traitements subis en prison, elle tient bon et reste tenace dans sa foi. Elle ne sera libérée qu'en 1960. 
En 1970, elle est nommée supérieure générale des Sœurs de la Charité de Saint Charles. Dans les nombreuses maisons de l'institut qu'elle visite, elle encourage ses religieuses à prier et s'efforce de mettre en œuvre les réformes mises en place par le concile Vatican II, afin d'adapter son institut à la société contemporaine.
Adalberta Vojtěcha Hasmandová contracte la tuberculose en 1987. La maladie touche sa colonne vertébrale et le système nerveux, lui occasionnant de grandes souffrances, qu'elle supporta dans la prière.

## Béatification
Le 7 décembre 2014, le pape François reconnaît l'héroïcité de ses vertus et la déclare vénérable.

## Citations
- "Toujours servir dans la joie !"

## Sources
- « Vénérable Adalberta Vojtěcha Hasmandová », sur nominis.cef.fr.